# غويلرمو رو
غويلرمو رو (بالإسبانية: Guillermo Roux)‏ هو رسام أرجنتيني، ولد في 17 سبتمبر 1929 في بوينس آيرس في الأرجنتين.